# Arcidiocesi di Natal
L'arcidiocesi di Natal (in latino: Archidioecesis Natalensis) è una sede metropolitana della Chiesa cattolica in Brasile. Nel 2023 contava 1.804.000 battezzati su 2.254.000 abitanti. È retta dall'arcivescovo João Santos Cardoso.

## Territorio
L'arcidiocesi comprende 81 comuni nella parte orientale dello stato brasiliano del Rio Grande do Norte: Natal, Afonso Bezerra, Alto do Rodrigues, Angicos, Arês, Baía Formosa, Barcelona, Bento Fernandes, Bodó, Bom Jesus, Brejinho, Caiçara do Norte, Caiçara do Rio do Vento, Campo Redondo, Canguaretama, Ceará-Mirim, Coronel Ezequiel, Extremoz, Fernando Pedroza, Galinhos, Goianinha, Guamaré, Ielmo Marinho, Ipanguaçu, Itajá, Jaçanã, Jandaíra, Japi, Jardim de Angicos, João Câmara, Lagoa d'Anta, Lagoa de Pedras, Lagoa de Velhos, Lagoa Salgada, Lajes, Lajes Pintadas, Macaíba, Macau, Montanhas, Monte Alegre, Monte das Gameleiras, Nísia Floresta, Nova Cruz, Parazinho, Passa e Fica, Passagem, Pendências, Pedra Grande, Pedra Preta, Pedro Avelino, Pedro Velho, Poço Branco, Pureza, Riachuelo, Ruy Barbosa, Santa Cruz, Santa Maria, Santana do Matos, Santo Antônio, São Bento do Norte, São Bento do Trairi, São Gonçalo do Amarante, São José de Mipibu, São José do Campestre, São Miguel do Gostoso, São Paulo do Potengi, São Pedro, São Rafael, São Tomé, Senador Elói de Souza, Senador Georgino Avelino, Serra Caiada, Serra de São Bento, Serrinha, Sítio Novo, Taipu, Tangará, Tibau do Sul, Touros, Vera Cruz e Vila Flor.
Sede arcivescovile è la città di Natal, dove si trova la cattedrale della Presentazione al Tempio di Maria Vergine (Nossa Senhora da Apresentação).
Il territorio si estende su 25.153 km² ed è suddiviso in 117 parrocchie, raggruppate in 14 zone pastorali.
La provincia ecclesiastica di Natal, istituita nel 1952, comprende due diocesi suffraganee, Caicó e Mossoró.

## Storia
La diocesi di Natal fu eretta il 29 dicembre 1909 con la bolla Apostolicam in singulis di papa Pio X, ricavandone il territorio dalla diocesi della Paraíba (oggi arcidiocesi).
Originariamente suffraganea dell'arcidiocesi di San Salvador di Bahia, il 5 dicembre 1910 entrò a far parte della provincia ecclesiastica dell'arcidiocesi di Olinda (oggi arcidiocesi di Olinda e Recife), ma già il 6 febbraio 1914 divenne suffraganea dell'arcidiocesi della Paraíba.
Il 28 luglio 1934 e il 25 novembre 1939 cedette porzioni del suo territorio a vantaggio dell'erezione rispettivamente delle diocesi di Mossoró e di Caicó.
Il 16 febbraio 1952 la diocesi è stata elevata al rango di arcidiocesi metropolitana con la bolla Arduum onus di papa Pio XII.
Il 17 novembre 1953, con la lettera apostolica Quae mortalibus, lo stesso papa Pio XII ha proclamato la Beata Maria Vergine della Presentazione patrona principale della città episcopale e dell'arcidiocesi.
Il 21 novembre 1988 è stata consacrata la nuova cattedrale.
Il 5 marzo 2000 papa Giovanni Paolo II ha beatificato due sacerdoti dell'arcidiocesi di Natal, Andrea de Soveral e Ambrogio Francesco Ferro e altri ventotto loro compagni. I trenta martiri furono colpiti da soldati olandesi e portoghesi mentre assistevano alla messa nel 1645, alcuni morirono il 16 luglio, altri il 3 ottobre.

## Cronotassi dei vescovi
Si omettono i periodi di sede vacante non superiori ai 2 anni o non storicamente accertati.
- Joaquim Antônio d'Almeida † (3 ottobre[3] 1910 - 14 giugno 1915 dimesso[4])
  - Sede vacante (1915-1917)
- Antôniodos Santos Cabral † (1º settembre 1917 - 21 novembre 1921 nominato vescovo di Belo Horizonte)
- José Pereira Alves † (27 ottobre 1922 - 27 gennaio 1928 nominato vescovo di Niterói)
- Marcolino Esmeraldo de Sousa Dantas † (1º marzo 1929 - 8 aprile 1967 deceduto)
- Nivaldo Monte † (6 settembre 1967 - 6 aprile 1988 ritirato)
- Alair Vilar Fernandes de Melo † (6 aprile 1988 - 27 ottobre 1993 ritirato)
- Heitor de Araújo Sales (27 ottobre 1993 - 26 novembre 2003 ritirato)
- Matias Patrício de Macêdo (26 novembre 2003 - 21 dicembre 2011 ritirato)
- Jaime Vieira Rocha (21 dicembre 2011 - 5 luglio 2023 ritirato)
- João Santos Cardoso, dal 5 luglio 2023

## Statistiche
L'arcidiocesi nel 2023 su una popolazione di 2.254.000 persone contava 1.804.000 battezzati, corrispondenti all'80,0% del totale.
| anno | popolazione | popolazione | popolazione | presbiteri | presbiteri | presbiteri | presbiteri                | diaconi | religiosi | religiosi | parrocchie |
| anno | battezzati  | totale      | %           | numero     | secolari   | regolari   | battezzati per presbitero | diaconi | uomini    | donne     | parrocchie |
| ---- | ----------- | ----------- | ----------- | ---------- | ---------- | ---------- | ------------------------- | ------- | --------- | --------- | ---------- |
| 1965 | 700.000     | ?           | ?           | 65         | 43         | 22         | 10.769                    |         |           | 34        | 9          |
| 1968 | ?           | ?           | ?           | 62         | 45         | 17         | ?                         |         | 27        | 199       | 26         |
| 1976 | 906.321     | 946.221     | 95,8        | 63         | 49         | 14         | 14.386                    |         | 19        | 215       | 39         |
| 1980 | 1.192.000   | 1.257.000   | 94,8        | 52         | 39         | 13         | 22.923                    |         | 22        | 245       | 40         |
| 1990 | 1.280.000   | 1.440.000   | 88,9        | 61         | 45         | 16         | 20.983                    |         | 30        | 265       | 48         |
| 1999 | 1.488.000   | 1.671.000   | 89,0        | 87         | 73         | 14         | 17.103                    | 3       | 22        | 245       | 55         |
| 2000 | 1.200.000   | 1.539.608   | 77,9        | 103        | 86         | 17         | 11.650                    | 13      | 25        | 245       | 56         |
| 2001 | 1.424.518   | 1.826.305   | 78,0        | 99         | 81         | 18         | 14.389                    | 13      | 31        | 248       | 57         |
| 2002 | 1.965.834   | 2.520.300   | 78,0        | 100        | 83         | 17         | 19.658                    | 19      | 28        | 219       | 61         |
| 2003 | 1.282.960   | 1.832.793   | 70,0        | 119        | 98         | 21         | 10.781                    | 20      | 32        | 392       | 64         |
| 2004 | 1.627.542   | 1.923.667   | 84,6        | 118        | 98         | 20         | 13.792                    | 25      | 37        | 298       | 67         |
| 2013 | 1.783.000   | 2.229.000   | 80,0        | 163        | 137        | 26         | 10.938                    | 68      | 60        | 194       | 87         |
| 2016 | 1.829.000   | 2.284.000   | 80,1        | 197        | 166        | 31         | 9.284                     | 83      | 58        | 173       | 103        |
| 2019 | 1.752.799   | 2.191.000   | 80,0        | 208        | 175        | 33         | 8.426                     | 89      | 60        | 170       | 106        |
| 2021 | 1.780.660   | 2.225.745   | 80,0        | 191        | 168        | 23         | 9.322                     | 101     | 32        | 165       | 112        |
| 2023 | 1.804.000   | 2.254.000   | 80,0        | 192        | 168        | 24         | 9.395                     | 113     | 33        | 165       | 117        |